# 群馬県総合教育センター
群馬県総合教育センター（ぐんまけんそうごうきょういくセンター、英称：The Gunma Prefectural Education Center）は、群馬県が設置する教育に関する研究及び教育関係職員の研修を行う機関である。

## 概要
群馬県総合教育センターは群馬県における教育の充実振興を図るために設置され、1994年前身の群馬県教育センターを改称して現在の名称となる。

## 所在地
- 群馬県総合教育センター - 群馬県伊勢崎市今泉町1-233-2

## 事業
事業内容は下記の通りである。
1. 教育関係職員の研修の企画及び実施に関すること
2. 教育関係職員の研修についての総合的な調整に関すること
3. 教育に関する重要な事項及び専門的技術的事項についての調査研究及び指導助言に関すること
4. 教育相談に関すること
5. 心身障害児の就学相談に関すること
6. 教育に関する資料の収集、作成、提供及び活用に関すること
7. その他センターの目的を達するために必要な業務

## 沿革
- 1954年（昭和29年）6月 群馬県教育研究所設置
- 1960年（昭和35年）4月 群馬県科学技術教育センター設置
- 1967年（昭和42年）4月 群馬県教育研究所及び群馬県科学技術教育センターを廃止し、群馬県教育センターを設置。
- 1994年（平成6年）1月 条例改正により群馬県教育センターから群馬県総合教育センターに改称。また、併せて特殊教育センターを附置。
- 2003年（平成15年）4月 特殊教育センターを特別支援教育センターに改称

## 組織
- 総務係
- 研究企画係
- 義務教育研究係
- 高校教育研究係
- 教育情報推進係
- 特別支援教育センター
  - 特別支援研究係
- いじめ・生徒指導相談室
  - いじめ・生徒指導相談係
- 幼児教育センター